# Shropshire-Schaf
Das Shropshire-Schaf ist eine alte Hausschafrasse, die aus dem Gebiet von Shropshire (England) stammt und in der ersten Hälfte des 19. Jahrhunderts aus lokalen Schafrassen gezüchtet wurde. 1859 wurde die Rasse das erste Mal auf der Ausstellung der Royal Agricultural Society ausgestellt und gilt seitdem als Rasse anerkannt. Der britische Rare Breeds Survival Trust stuft die Rasse jedoch derzeit als potentiell gefährdet ein.

## Merkmale
Das Shrophshire-Schaf ist ein mittelgroßes, wüchsiges Fleischschaf mit einem langen, tiefen Rumpf und breitem Rücken. Das reinweiße Vlies weist eine dichte Crossbred-Wolle auf. Unbehaarte Körperteile sind dunkelbraun. Der häufig bis in die Stirn und an die Backen bewollte Kopf, aufgesetzt auf kurzem, kräftigem Hals, ist mit schwarzen Stichelhaaren besetzt und hornlos. Die kräftigen Beine haben straffe Fesseln und feste Klauen.
Böcke erreichen eine Widerristhöhe von 65 bis zu 80 Zentimeter und 80 bis 120 Kilogramm. Die Widerristhöhe der Mutterschafe liegt zwischen 60 und 75 Zentimeter, bei einem Gewicht von 60 bis 85 Kilogramm. Die Schafe gelten als gute Fleischrasse. Sie liefern jährlich etwa 2,5 bis 3,5 Kilogramm Wolle. In der Landschaftspflege wird das Shropshire-Schaf vor allem zur Pflege von Nadelbaumkulturen eingesetzt, die es nicht verbeißt.
Wegen ihrer robusten Konstitution und großen Anpassungsfähigkeit sind Shropshire-Schafe zunehmend gefragt. Auch bei sehr kargem Futterangebot können sie aufgrund ihrer sehr guten Grundfutterverwertung noch hohe Leistungen erbringen.
Das Shropshire-Schaf besitzt eine gute Fruchtbarkeit, belegt durch konstant hohe Ablammquoten um 160 %. Die ausgeprägte Mütterlichkeit und gute Milchleistung sind Gewähr für wüchsige Lämmer. Im Verhalten ist es ruhig, wodurch das Herdenmanagement erleichtert wird. Bei langer Brunstsaison ist die Erstbelegung bereits ab 8 bis 10 Monaten möglich.
Shropshire-Lämmer sind schnellwüchsig. Sie können bereits mit 90 bis 120 Tagen die Schlachtreife bei einem Schlachtgewicht von 18 bis 22 kg erreichen. Sie weisen gute Schlachtkörper mit ausgeprägter Bemuskelung auf.
Die Rasse kann in zwei Schläge unterschieden werden. Der englische ist in der Regel etwas langbeiniger und beweglicher. Im Unterschied zum englischen weist der dänische Schlag auch Wollpartien im Gesichtsbereich um die Augen auf. Der dänische Schlag hat auch oft einen größeren Kopf. Die Unterschiede haben historische Gründe. Heute werden die Schläfe oft gekreuzt, sodass sich die Eigenschaften vermischen. Adulte Shropshire-Schafe sind in der Regel nicht in der Lage, auf zwei Beinen zu stehen, was sie von den allermeisten Rassen unterscheidet. Daher sind sie für den Sommereinsatz im Weinbau prinzipiell besser geeignet als viele andere Rassen.

## Haltungsgeschichte
Die Popularität der Rasse nahm in Großbritannien im 19. Jahrhundert schnell zu. Bereits 1884 wurden auf der jährlichen Ausstellung der Royal Agricultural Society mehr Shropshires gezeigt als andere Tiere zusammen. 1855 wurden auch die ersten Tiere dieser Rasse in die USA exportiert. 
Im späten 19. Jahrhundert entwickelte es sich zu der vorherrschenden Fleischschafrasse Englands.
In den USA wurde diese Rasse populär, weil sie in der Lage war, sich unterschiedlichen klimatischen Bedingungen anzupassen. Als Zweinutzungsrasse mit einer guten Wollleistung und Fleischleistung entsprach sie auch den Anforderungen, die die Landwirtschaft an Rassen damals stellte. Um die Wende ins 20. Jahrhundert war diese Rasse die zahlreichste Schafrasse in den USA.
Während man in den 1930er Jahren die Rasse noch als Bauerns Liebling bezeichnete, nahmen die Bestandszahlen in den folgenden Jahrzehnten ab. Züchter selektierten zunehmend auf Wollleistung; dabei ging die Körpergröße der Tiere zurück. Der dichte Wollbehang auch im Gesicht schränkte das Gesichtsfeld der Tiere ein. Es musste deswegen aufwendig regelmäßig geschoren werden. Die Popularität der Rasse nahm entsprechend ab.
Züchter in den USA begannen ab den 1950er Jahren, wieder auf die alten Leistungsmerkmale zurückzuzüchten. Heute gibt es in den USA wieder große Bestände. Vor allem im Mittelwesten der USA werden wieder Tiere gehalten, die dem alten Ideal der Zweinutzigkeit entsprechen.
In England und den übrigen europäischen Staaten blieben die Bestandszahlen dieser Rasse bis in die 1990er Jahre auf sehr niedrigem Niveau. Vom Rare Breeds Survival Trust wurde sie bis vor kurzem in die vom Aussterben bedrohte Kategorie „at risk“ gesetzt.
Eine Trendwende setzte Anfang der 1990er Jahre ein. Man entdeckte eine einzigartige Eigenschaft der Shropshire-Schafe: Sie verbeißen keine Koniferentriebe, im Gegensatz zu allen anderen bekannten Schafrassen. Eine Erfolgsgeschichte begann und hält bis heute an: In Weihnachtsbaumkulturen werden Shropshire-Schafe zur Kulturenpflege eingesetzt. Reinrassige Shropshire-Schafe haben bewiesen, dass sie sowohl Nadelgehölzplantagen als auch Obstbaumkulturen zuverlässig beweiden, ohne die Triebe der Koniferen zu verbeißen oder die Rinde der Obstbäume zu schälen. Unterstützt wird diese Eigenschaft über ein speziell abgestimmtes Weidemanagement. Sie halten das Gras zwischen den Tannen kurz und sichern damit ausreichende Wachstumsbedingungen für die kleinen Tannen.
Der Landwirt kann mit dieser umweltschonenden Unkrautbekämpfungsmethode auf den Einsatz von Herbiziden verzichten. Weihnachtsbaumbetriebe mit Direktvermarktung nutzen das Shropshire-Schaf auch als Sympathieträger und Aushängeschild für umweltschonende Produktion. Eine stabile Grasnarbe erhöht die Befahrbarkeit. Der Dung der Schafe verbessert das Bodenleben, liefert kontinuierlich Nährstoffe und führt so zu gleichmäßigem Wuchs und einer verbesserten Nadelfarbe der Bäume.